# Morocco Tennis Tour Fes
Il Morocco Tennis Tour Fes è stato un torneo professionistico di tennis giocato su campi in terra rossa. Faceva parte dell'ATP Challenger Series. Si è giocata una sola edizione, a Fès in Marocco.

## Albo d'oro

### Singolare
| Anno | Campione     | Finalista    | Punteggio           |
| ---- | ------------ | ------------ | ------------------- |
| 2007 | Peter Luczak | Jurij Ščukin | 6-2, 6(3)–7, 7-6(1) |

### Doppio
| Anno | Campioni                           | Finalisti                   | Punteggio |
| ---- | ---------------------------------- | --------------------------- | --------- |
| 2007 | Serhij Stachovs'kyj Orest Tereščuk | Rabie Chaki Mounir El Aarej | 6-3, 6-3  |